# Cyperus phaeolepis
Cyperus phaeolepis là loài thực vật có hoa trong họ Cói. Loài này được Cherm. mô tả khoa học đầu tiên năm 1919 publ. 1920.